# Guillaume Colletet
Pour les articles homonymes, voir Colletet.
Guillaume Colletet est un poète et essayiste français, né et mort à Paris (12 mars 1598 - 11 février 1659). Appartenant au groupe littéraire des Illustres Bergers, il fait partie des premiers membres de l'Académie française.

## Biographie
Il eut de la réputation dans son temps, jouit de la protection de plusieurs grands personnages, entre autres de Richelieu, dont il fut quelquefois le collaborateur et qui lui donna une fois 600 livres pour 6 mauvais vers. Il fut un des premiers membres de l'Académie française. Il épousa successivement trois de ses servantes ; son inconduite le réduisit à la misère.
On a de lui : 
1. des poésies (tragédies, pastorales, etc.), parmi lesquelles on remarque le Banquet des poètes, 1646, et de nombreuses épigrammes ;
2. des traités assez estimés sur la poésie morale, le sonnet, l'églogue, réunis sous le titre d'Art poétique, 1658 ;
3. des traductions, entre autres, celles des Couches de la Vierge, de Jacopo Sannazaro, et de Scévole de Sainte-Marthe.

Très épris de sa femme Claudine Le Hain, il voulut la faire passer aussi pour poétesse, et composa des écrits signés d'elle. Se sentant mourir, il lui rédigea une dernière pièce où elle déclarait vouloir renoncer à la poésie avec la mort de son époux. Personne ne fut dupe, et surtout pas Jean de La Fontaine, qui rima une épigramme à ce sujet.
Dans sa jeunesse, il avait fait partie du groupe de jeunes poètes libertins qui entouraient Théophile de Viau ; il est l'auteur du sizain placé en tête du recueil du Parnasse satyrique et qui en dévoilait le contenu :
Tout y chevauche, tout y fout,
L'on fout en ce livre par tout,
Afin que le lecteur n'en doute ;
Les odes foutent les sonnets,
Les lignes foutent les feuillets,
Les lettres mêmes s'entrefoutent !
En 1629, faisant référence au vin de Suresnes, Guillaume Colletet écrit dans un poème :

« Par le pied du vieux Silène

Bref, par tous les appas de ce vin de Surène. »

Son fils est François Colletet.

## Vies des poëtes françois
Guillaume Colletet a composé tout au long de sa vie un ouvrage intitulé Vies des poëtes françois par ordre chronologique depuis 1209 jusqu'en 1647 dont le manuscrit, recueil autographe constitué de cinq volumes in-quarto, a disparu dans l'incendie de la Bibliothèque du Louvre dans la nuit du 23 au 24 mai 1871. Grâce aux travaux de recherche menés par Léopold Pannier et la publication de son Essai de restitution du manuscrit de Guillaume Colletet, nous en connaissons partiellement le contenu.
L'intérêt principal de l'ouvrage est que Colletet a pu recueillir des renseignements de nombreux contemporains. Malgré l'intérêt suscité par son œuvre, quoiqu'inachevée, personne ne l'a jamais éditée. Léopold Pannier écrit, par exemple, qu'en 1730, le libraire Gabriel Martin a obtenu le privilège pour l'impression mais que l'entreprise n'a pas été achevée. Fort heureusement, le manuscrit a été largement consulté, copié et reproduit notamment au début de certaines nouvelles éditions de poètes. De plus, une copie partielle manuscrite dans laquelle les noms sont rangés par ordre alphabétique, copie probablement du fait de François Colletet, a permis de sauver partiellement le contenu de l'ouvrage.
Le nombre total de notices que contenaient le manuscrit reste incertain. On sait que Colletet n'a pas eu le temps de rédiger des notices sur les plus illustres de ses contemporains tels que Malherbe ou d'Aubigné. L'article de Léopold Pannier, réédité indépendamment en 1872, liste l'ensemble des « Vies publiées, copiées ou analysées » en mentionnant chacune de ses sources. Une deuxième liste fait état des « Vies » non conservées. L'appel lancé par Léopold Pannier, à la fin de son article, a toutefois permis de retrouver quelques autres copies manuscrites. C'est le cas notamment de la Vie de François Perrin, publiée par Anatole de Charmasse en 1887.

## Œuvres
- Ode sur l'alliance des deux illustres maison de Béthune et de Séguier, Paris, (1640) voir bibliographie ;
- Divertissements ;
- Le Banquet des poètes (1646) ;
- Épigramme (1653) ;
- Histoire des poètes français.

### Textes en ligne
- Cyminde, ou Les deux victimes : tragi-comédie (1642)
- L'art poétique (1658)
- Le plaisir des champs (éd. 1869)

## Sources partielles
- Kilien Stengel, Poètes du vin, poètes divins, préface de Jean-Robert Pitte, Paris, collection Ecriture, Éditions de l'Archipel 2012, 280 p.
- Marie-Nicolas Bouillet  et Alexis Chassang (dir.), « Guillaume Colletet » dans Dictionnaire universel d’histoire et de géographie, 1878 (lire sur Wikisource)

## Hommage

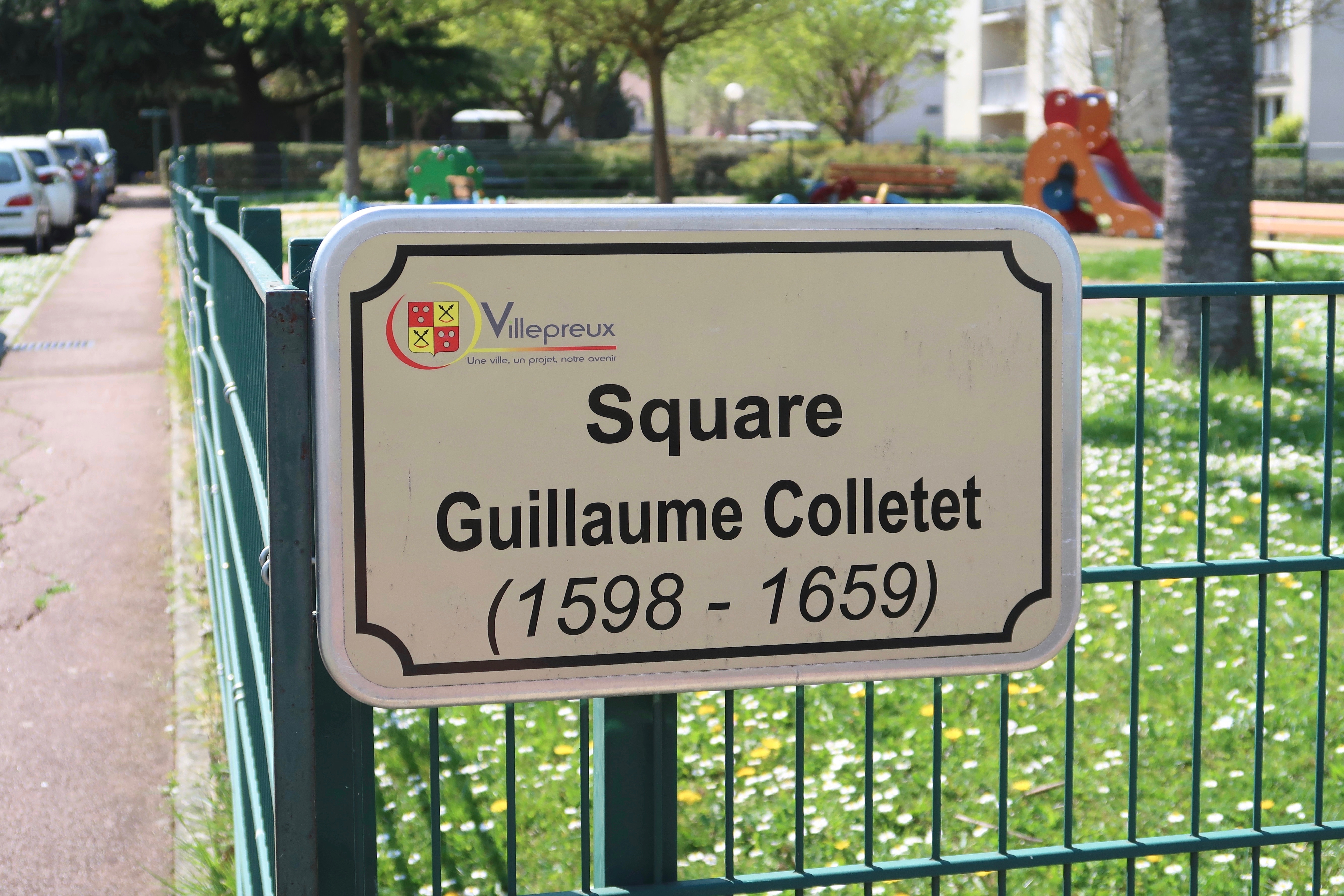
Plaque du square Guillaume-Colletet.

Un square porte son nom à Villepreux (Yvelines). Guillaume Colletet y possédait un petit domaine, dans le hameau du Val-Joyeux. Le square est inauguré en 2000, en présence de Pierre Rosenberg, également titulaire du fauteuil no 23 de l'Académie française.